# Interstate Gospel
Interstate Gospel è il terzo album in studio del supergruppo musicale statunitense Pistol Annies, pubblicato nel 2018.

## Tracce
1. Interstate Prelude – 1:06
2. Stop, Drop and Roll One – 3:02
3. Best Years of My Life – 3:42
4. 5 Acres of Turnips – 2:55
5. When I Was His Wife – 3:29
6. Cheyenne – 4:16
7. Got My Name Changed Back – 2:54
8. Sugar Daddy – 3:38
9. Leavers Lullaby – 4:01
10. Milkman – 3:22
11. Commissary – 3:35
12. Masterpiece – 4:38
13. Interstate Gospel – 3:01
14. This Too Shall Pass – 3:02

## Formazione
- Miranda Lambert – voce, cori
- Ashley Monroe – voce, cori
- Angaleena Presley – voce, cori